# Gefleckter Blattwurm
Der Gefleckte Blattwurm oder Gefleckte Ruderwurm (Phyllodoce maculata) ist ein mariner Ringelwurm aus der Familie der Phyllodocidae innerhalb der Klasse der Vielborster (Polychaeten), der in der Arktis und dem nördlichen Atlantischen Ozean verbreitet ist.

## Merkmale
Phyllodoce maculata hat einen bis zu 10 cm langen, schlanken Körper mit rund 250 Segmenten, der in der hinteren Körperhälfte allmählich an Breite abnimmt. Das Prostomium ist lang und hat eine eher dreieckige Form. Die Augen sind mittelgroß. Die Proboscis hat in ihrem proximalen Abschnitt 12 – auf jeder Seite 6 – Längsreihen von 6 bis 8, selten 9 Papillen, im distalen Abschnitt 6 Reihen mehr oder weniger vorragender Knötchen. Der Endring trägt 16 bis 18 Papillen. Das 1. Segment ist von oben nicht zu sehen und hat zwei Tentakel-Cirren, die bis zum 5. oder 6. Segment reichen. Die dorsalen Tentakel-Cirren des 2. Segments reichen etwa bis zum 8. Segment, die ventralen Tentakel-Cirren etwa bis zum 5. Segment. Die dorsalen Tentakel-Cirren des 3. Segments reichen etwa bis 7. oder 8. Segment. Aciculae befinden sich in allen Tentakel-Cirren außer am 1. Segment. Borsten sind ab dem 3. Segment vorhanden. Die dorsalen Cirren der mittleren Segmente sind rechteckig, die Lappen der Parapodien gerundet. Die ventralen Cirren sind oval und länger als die Lappen der Parapodien. Die Cirren am Pygidium sind fünfmal so lang wie breit.
Das Prostomium hat keine auffällige dunkle Pigmentierung, und das nur von unten sichtbare 1. Segment ist unpigmentiert. Auch das 2. Segment ist dorsal unpigmentiert oder am Hinterrand geringfügig pigmentiert. Das 3. und das 4. Segment haben ein dunkles Pigment, das auffällige Banden über den Rücken bildet. Die Tentakel-Cirren haben oft subdistal dunkle Flecken. Dunkel gefleckt sind auch die scheinbar innerhalb jedes Segments segmentierten Bereiche des Rückens ab dem 5. Segment. Weitere Pigmentierungen gibt es dorso-lateral an jedem Segment, auf den Cirrenträgern der dorsalen Cirren und in der Mitte der dorsalen Cirren. Ein gelbes Pigment gibt es am Hinterabschnitt des Prostomiums und zwischen den Rückenflecken, insbesondere hinten. Die Augen sind dunkel rötlich-braun. In konservierten Tieren bleibt die dunkle Pigmentierung meist gut erhalten, während die gelbe verschwindet.

## Verbreitung und Lebensraum
Phyllodoce maculata ist in der Arktis, dem nördlichen Atlantischen Ozean, dem Ärmelkanal, der Nordsee, im Skagerrak, Kattegat, dem Öresund und der westlichen Ostsee verbreitet. Auf Grund ihrer großen Ähnlichkeit insbesondere mit Phyllodoce mucosa ist eine sichere Bestimmung und darum die Abgrenzung des Verbreitungsgebietes schwierig.

## Lebensraum
Phyllodoce maculata lebt auf felsigem Untergrund, Kies und Sand vom Meeresufer bis in Meerestiefen von 400 m.

## Entwicklungszyklus
Phyllodoce maculata ist getrenntgeschlechtlich und bildet bei der Paarung auf der Oberfläche des Meeresgrunds Schwärme, wobei mehrere Männchen ein Weibchen umschwärmen, ohne dabei eine veränderte Gestalt anzunehmen. Die Befruchtung der Eizellen findet im freien Meerwasser statt. Die grünen, gallertigen Eigelege werden an Steinen oder anderem harten Substrat befestigt. Die Larven entwickeln sich über zwei frei schwimmende Trochophora- und zwei Metatrochophora-Stadien, bevor sie sich niedersinken lassen und zu kriechenden Würmern metamorphosieren.

## Ernährung und Schutz vor Feinden
Phyllodoce maculata ernährt sich als Aasfresser vom Fleisch toter Tiere wie verendeter Weichtiere, Krebse und Polychaeten, erjagt als Prädator aber auch lebende Beute wie Polychaeten, Schnurwürmer und Rankenfußkrebse. Der Polychaet ergreift die Beute mit seinem ausstülpbaren Pharynx und verschlingt sie als Ganzes, da keinerlei Kiefer oder Zähne vorhanden sind. Gegen Fressfeinde schützt sich Phyllodoce maculata durch einen übelschmeckenden Schleim.